# 謝爾城 (密蘇里州)
謝爾城（英語：Schell City）是位於美國密蘇里州弗農縣的城市。

## 人口
根據2020年美國人口普查的數據，謝爾城的面積為1.63平方千米，當中陸地面積為1.61平方千米，而水域面積為0.02平方千米。當地共有人口228人，而人口密度為每平方千米140人。